# Filmski igralec
Filmski igralec je igralec, ki igra v filmih, nadaljevankah in TV-oddajah. 